# Ao Haru Ride
Ao Haru Ride (アオハライド, Aoharaido, lit. "Passeio na Primavera Azul") é uma série de mangá shōjo escrita e ilustrada por Io Sakisaka. Foi publicada entre fevereiro de 2011 e fevereiro de 2015 na revista Bessatsu Margaret da Shueisha. Uma adaptação em anime produzida pela Production I.G. e dirigida por Ai Yoshimura foi ao ar no Japão em julho de 2014. Um filme live-action foi lançado em dezembro de 2014. Um drama CD foi lançado com o décimo volume do mangá e um OAD  com o décimo primeiro volume.
O nome possui um trocadilho com a palavra japonesa para "Juventude" ("青春" - pronúncia "Seishun") escrita com o kanji de "Azul" ("青" pronúncia "Ao") e "Primavera" ("春" pronúncia "Haru") e "Ride" inglês para "montar"(No sentido de "montaria"), "conduzir", "andar de". Por tanto, uma interpretação alternativa para o título de "Aoharaido" seria "Andando de Juventude" ou "Dando uma volta na juventude", "Um passeio na juventude".

## História
Futaba Yoshioka quer dar um novo rumo a sua vida. No ensino fundamental, Yoshioka não tinha nenhuma amiga, porque muitos garotos gostavam dela. No entanto, o único por quem era apaixonada, Kou Tanaka, afastou-se dela, antes que ela pudesse confessar seus sentimentos. Agora no colegial, Yoshioka está determinada a ser indelicada e grossa com os garotos, para que suas novas amigas não sintam ciúmes dela. Ela estava feliz com sua vida, até reencontrar com Kou, que agora usa o nome Kou Mabuchi. Ele diz que também era apaixonado por ela naquela época, porém que agora seus sentimentos são indiferentes.

## Mídia

### Mangá
Ao Haru Ride é escrito e ilustrado por Io Sakisaka. Começou a ser serializado em fevereiro de 2011 na revista Bessatsu Margaret da Shueisha. O primeiro volume tankōbon foi lançado em 13 de abril de 2011 e o décimo segundo volume foi lançado em 12 de dezembro de 2014, junto com o 12º e último episódio do anime. A série terminou em 13 de fevereiro de 2015, com 49 capítulos e 13 volumes encadernados. No Brasil, o mangá foi licenciado pela Panini e foi publicado no primeiro semestre de 2015 com o título Aoha Raido - A Primavera de Nossas Vidas.
| N.º | Original               | Original          | Português          | Português         |
| N.º | Data de lançamento     | ISBN              | Data de lançamento | ISBN              |
| --- | ---------------------- | ----------------- | ------------------ | ----------------- |
| 1   | 13 de abril de 2011    | 978-4-08-846647-7 | Março 2015         | 978-85-426-0204-3 |
| 2   | 25 de agosto de 2011   | 978-4-08-846690-3 | Maio 2015          | 978-85-426-0221-0 |
| 3   | 22 de dezembro de 2011 | 978-4-08-846731-3 | Julho 2015         | 978-85-426-0240-1 |
| 4   | 13 de abril de 2012    | 978-4-08-846759-7 | Setembro 2015      | 978-85-426-0258-6 |
| 5   | 24 de agosto de 2012   | 978-4-08-846818-1 | Novembro 2015      | 978-85-426-0298-2 |
| 6   | 25 de dezembro de 2012 | 978-4-08-846869-3 | Janeiro 2016       | 978-85-426-0329-3 |
| 7   | 25 de abril de 2013    | 978-4-08-845028-5 | Março 2016         | 978-85-426-03606  |
| 8   | 23 de agosto de 2013   | 978-4-08-845085-8 | Maio 2016          | 978-85-426-0401-6 |
| 9   | 10 de janeiro de 2014  | 978-4-08-845151-0 | Julho 2016         | 978-85-426-0441-2 |
| 10  | 23 de maio de 2014     | 978-4-08-845211-1 | Setembro 2016      | 978-85-426-0482-5 |
| 11  | 25 de agosto de 2014   | 978-4-08-845256-2 | Novembro 2016      | 978-85-426-0517-4 |
| 12  | 12 de dezembro de 2014 | 978-4-08-845314-9 | Janeiro 2017       | 978-85-426-0558-7 |
| 13  | 25 de maio de 2015     | 978-4-08-845389-7 | Março 2017         | 978-85-426-0610-2 |

### Anime
Uma adaptação em anime produzida pela Production I.G. e dirigida por Ai Yoshimura foi ao ar no Japão em julho de 2014. O tema de abertura da série é "Sekai wa Koi ni Ochiteiru" (世界は恋に落ちている) por CHiCO e HoneyWorks, enquanto o encerramento é "Burū" (ブルー) por Fujifabric. A canção "I will" por Chelsy foi inserida ao longo da série. Um OAD foi lançado junto com o décimo primeiro volume do mangá. O anime foi licenciado pela Sentai Filmworks.

#### Lista de episódios
| #  | Título                  | Exibição original      |
| -- | ----------------------- | ---------------------- |
| 1  | "Página 1" 「PAGE.1」   | 8 de julho de 2014     |
|    |                         |                        |
| 2  | "Página 2" 「PAGE.2」   | 15 de julho de 2014    |
|    |                         |                        |
| 3  | "Página 3" 「PAGE.3」   | 21 de julho de 2014    |
|    |                         |                        |
| 4  | "Página 4" 「PAGE.4」   | 28 de julho de 2014    |
|    |                         |                        |
| 5  | "Página 5" 「PAGE.5」   | 4 de agosto de 2014    |
|    |                         |                        |
| 6  | "Página 6" 「PAGE.6」   | 11 de agosto de 2014   |
|    |                         |                        |
| 7  | "Página 7" 「PAGE.7」   | 18 de agosto de 2014   |
|    |                         |                        |
| 8  | "Página 8" 「PAGE.8」   | 25 de agosto de 2014   |
|    |                         |                        |
| 9  | "Página 9" 「PAGE.9」   | 1 de setembro de 2014  |
|    |                         |                        |
| 10 | "Página 10" 「PAGE.10」 | 8 de setembro de 2014  |
|    |                         |                        |
| 11 | "Página 11" 「PAGE.11」 | 15 de setembro de 2014 |
|    |                         |                        |
| 12 | "Página 12" 「PAGE.12」 | 22 de setembro de 2014 |
|    |                         |                        |

### Filme
Um filme live action dirigido por Takahiro Miki foi lançado em 13 de dezembro de 2014. É estrelado por Tsubasa Honda como Futaba Yoshioka e Masahiro Higashide como Kō Mabuchi.

## Recepção
O mangá vendeu 5.84 milhões de cópias até 9 de maio de 2014. O filme arrecadou ¥623 milhões na bilheteria japonesa.